# Berney Arms
Berney Arms ist eine abgelegene Siedlung am Nordufer des Flusses Yare in der Nähe von Breydon Water in der englischen Grafschaft Norfolk. Sie ist Teil der Gemeinde (Civil parish) Reedham, die zum Verwaltungsdistrikt Broadland gehört und liegt in den Norfolk Broads. Ein Bahnhof, eine Windmühle, ein Bauernhaus und eine seit Ende des Jahres 2015 geschlossene Gaststätte machen die Siedlung aus. Sie ist nicht über eine öffentliche Straße erreichbar, sondern mit der Bahn, mit dem Boot oder zu Fuß.

## Geschichte
Berney Arms hat seinen Namen von der Gaststätte The Berney Arms, die sich an der Anlegestelle am Nordufer des Flusses Yare befand und von Wanderern und Bootsfahrern frequentiert wurde.
Bei der Windmühle befand sich eine kleine Siedlung mit 11 Wohnhäusern und einer Kapelle. Der Grundbesitzer Thomas Trench Berney verkaufte das Land, auf dem eine Eisenbahnlinie zwischen Norwich und Great Yarmouth gebaut wurde. Seine Bedingung war es, dass ein Haltepunkt zur dauerhaften Versorgung der Siedlung vorgesehen wurde.
Berney Arms wird in Arthur Ransomes populärem Kinderbuch Coot Club erwähnt.

## Lage und Beschreibung
Berney Arms liegt in einem Sumpfgebiet, das zum großen Teil unter dem Meeresspiegel liegt. Die Siedlung am Fluss Yare liegt an dessen Mündung in das Breydon Water.
Der Ort ist Teil des RSPB-Vogelreservats Berney Marshes und liegt in den Halvergate Marshes, einem Gebiet von besonderem wissenschaftlichen Interesse. Die genannten Marschen bieten wichtige Lebensräume für eine Reihe von Pflanzen- und Tierarten und sind wichtige Überwinterungsgebiete für einige Vogelarten wie den Zwergschwan. Sie sind ein Ramsar-Gebiet. Die 150 Meter südlich der Windmühle am Flussufer gelegene Ashtree Farm wird von der RSPB als Unterkünften und Beobachtungspunkt genutzt.
Berney Arms hat keinen öffentlichen Straßenzugang, sondern es gibt nur einen Privatweg, der zum Ort führt.

### Bahnhof

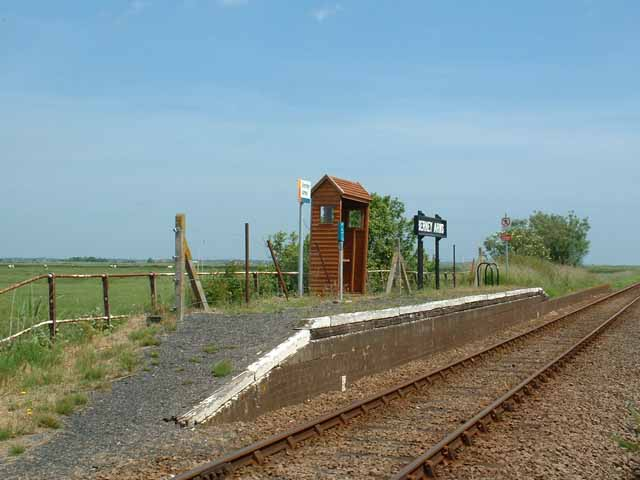
Bahnsteig des Haltepunkts Berney Arms

Der Bahnhof von Berney Arms ist einer der abgelegensten im Osten Englands und liegt 2,5 Kilometer von der nächsten Straße entfernt. Die Haltestelle wird nur auf Anfrage bedient. Züge halten hier nur, wenn der Schaffner rechtzeitig informiert wird oder Fahrgäste auf dem Bahnsteig ein Handzeichen geben.
Bis Mitte der 1990er Jahre wies eine alte hölzerne Tafel aus der Zeit der Great Eastern Railway auf den Haltepunkt hin und er war durch den Vertrag über die Landübereignung gesichert. Die Berney Arms Linie war Teil der ersten Eisenbahnlinie in Norfolk, der Yarmouth and Norwich Line, die im Mai des Jahres 1844 über Reedham führend eröffnet wurde.
Auf der Strecke selbst verkehren mehrere Züge pro Tag zwischen Norwich und Great Yarmouth, die sich mit Zügen abwechseln, die die alternative Strecke über Acle nehmen. Die Strecke war zwischen April 2019 und März 2020 aufgrund von Arbeiten an den Signalanlagen gesperrt. Nach der Wiedereröffnung erlebte der Haltepunkt Berney Arms einen deutlichen Zuwachs der Anzahl der Fahrgäste.

### Windmühle

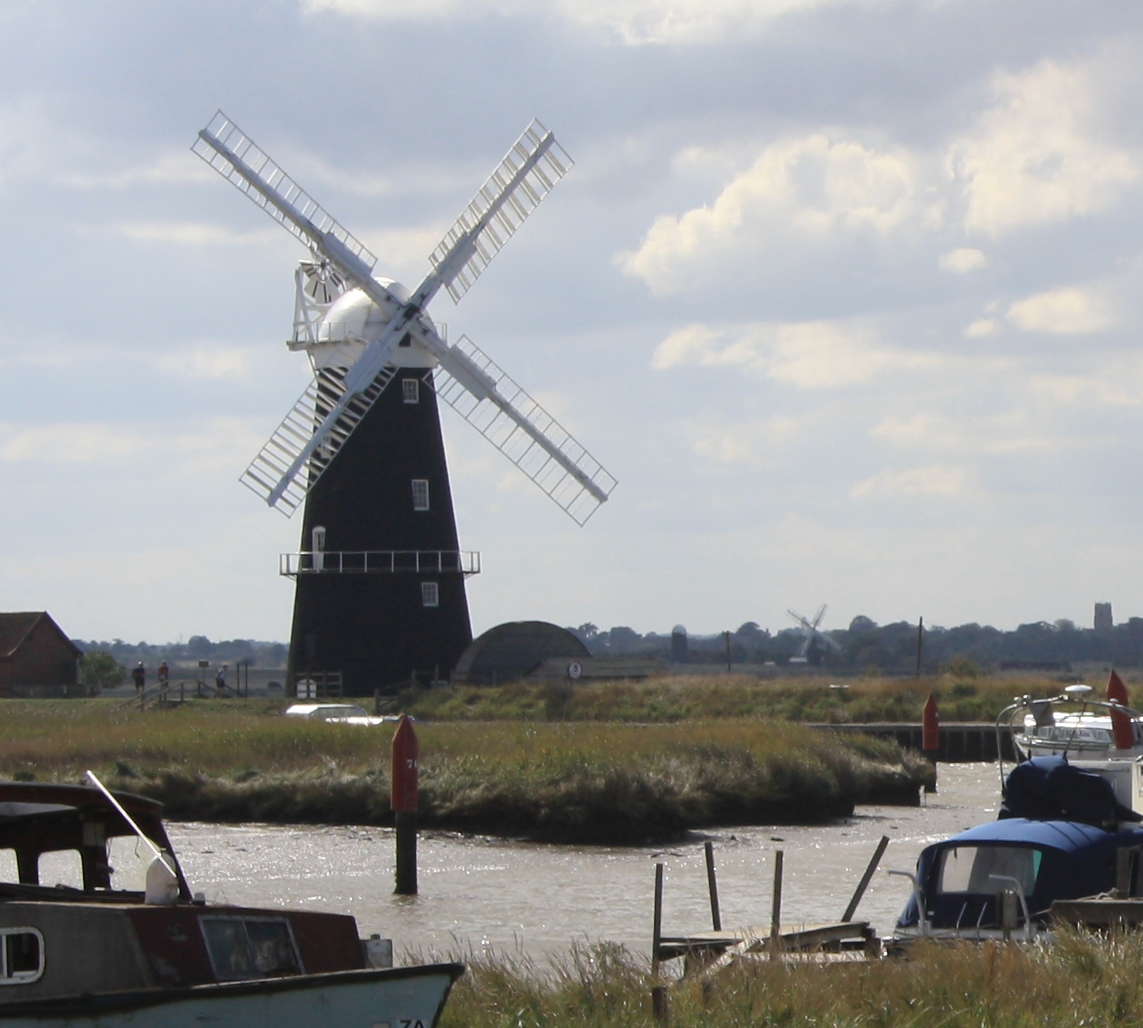
Berney Arms Windmühle

Die Berney-Arms-Windmühle am Ufer des Yare ist die höchste Entwässerungswindmühle in der Grafschaft Norfolk. Sie wurde um 1865 erbaut und diente bis 1880 zum Mahlen von Klinker für die Ziegelei Reedham Cement Works. Anschließend wurde sie als Entwässerungsmühle betrieben. Im Jahr 1948 wurde sie auch in dieser Funktion stillgelegt und 1951 an das damalige Ministerium für Bauwesen übergeben. Im Jahr 1967 wurde die Mühle restauriert. Sie steht heute unter der Obhut von English Heritage.
Mit einer Höhe von 21,5 Metern Höhe ist die siebenstöckige Mühle aus rotem Backstein, der mit Teer überzogen ist, die am besten erhaltene und höchste ihrer Art in den Norfolk Broads. Die schiffsförmige Kappe ist ein traditionelles Merkmal der Mühlen in Norfolk. Das Schöpfrad ist mit der Mühle durch eine horizontale Welle mit langen hölzernen Schaufeln verbunden, die das Wasser in einen gemauerten Durchlass schöpften und in den höher gelegenen Teil des Flusses leiteten.

### Anleger

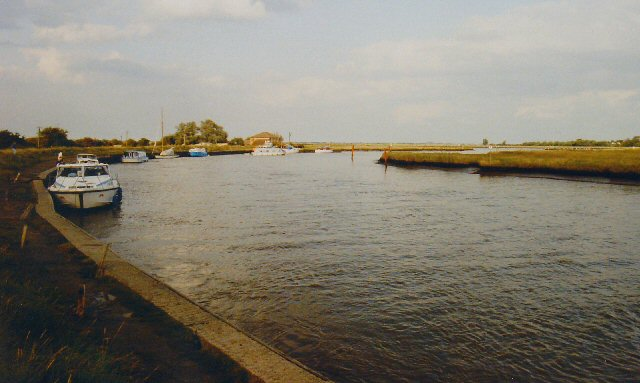
Liegeplätze

Der großzügige Anleger von Berney Arms ist vor oder nach der Querung des Breydon Water ein wichtiger Stützpunkt, um z. B. auf die Ebbe zum Passieren der Brücken des Bure in Great Yarmouth zu warten. Der Gezeitenstrom setzt in Berney Arms stark und der Tidenhub macht über einen Meter aus. Die Fahrtzeit nach Great Yarmouth beträgt etwa 45 Minuten, wenn man mit dem Gezeitenstrom läuft. Berney Arms bietet kostenlose Liegeplätze der Broads Authority für etwa 10 Boote; daneben bestehen zahlreiche private Liegeplätze an einer rund 500 Meter langen Pier.

### Wanderwege
Berney Arms liegt an den Langwanderwegen Weavers’ Way (100 Kilometer an der Küste von Norfolk zwischen Cromer und Great Yarmouth) und Wherryman’s Way (50 Kilometer am Verlauf des Yare zwischen Norwich und Great Yarmouth).
Eine Wanderung von Great Yarmouth nach Berney Arms und zurück dauert rund zweieinhalb Stunden und hat eine Länge von 9 Kilometern.

### Gaststätte
Die Gaststätte wurde nach dem Grundbesitzer Thomas Trench Berney benannt, dem die Reedham Cement Works gehörten.
Sie wurde im Jahr 2015 geschlossen. Der Eigentümer plante, die Gaststätte in ein Privathaus umzuwandeln, doch die entsprechende Genehmigung wurde verweigert.